# Ma brute chérie
Pour plus de détails, voir Fiche technique et Distribution.
Ma brute chérie (Love That Brute) est un film en noir et blanc  réalisé par Alexander Hall, sorti en 1950.
Il s'agit du remake du film de 1941 Tall, Dark and Handsome.

## Synopsis
En 1928, à Chicago, deux gangsters tuent un petit commerçant qu'ils étaient venus rançonner, mais le commençant leur tire dessus et tous trois sont tués. Un chef de gangsters, Big Ed, envoie aussitôt un homme de main déposer sur les cadavres un œillet blanc - sa signature - pour faire croire à la police qu'il est responsable des assassinats. La police se précipite pour arrêter Big Ed, mais elle découvre qu'il a un alibi : il était dans un parc où il a rencontré Ruth Manning, une fille de la campagne venue à Chicago pour devenir chanteuse, et qui travaille présentement comme gouvernante pour enfants.

## Fiche technique
- Titre français : Ma brute chérie
- Titre belge francophone :	Le mort se porte bien
- Titre original : Love That Brute
- Réalisation : Alexander Hall
- Scénario : Karl Tunberg, Darrell Ware, John Lee Mahin
- Producteur : Fred Kohlmar
- Société de production et de distribution : 20th Century Fox
- Photographie : Lloyd Ahern
- Montage : Nick DeMaggio
- Musique : Cyril J. Mockridge
- Pays d'origine : États-Unis
- Format : noir et blanc - 1.37:1 - son Mono (Western Electric Recording)
- Genre : Comédie policière
- Durée : 86 min
- Dates de sortie :
  - États-Unis : 6 juin 1950
  - France : 27 décembre 1950

## Distribution
- Paul Douglas : E.L. 'Big Ed' Hanley
- Jean Peters : Ruth Manning
- Cesar Romero : Pretty Willie Wetzchahofsky
- Keenan Wynn : Bugsy Welch
- Joan Davis : Mamie Sage
- Arthur Treacher : Quentin, Big Ed's butler
- Peter Price : Harry the Kid Jr.
- Jay C. Flippen : Biff Sage
- Barry Kelley : détective Charlie
- Leon Belasco : François Ducray alias Frenchy
- Charles Evans : l'ancien gouverneur Logan